# Slepčević
Slepčević (em cirílico: Слепчевић) é uma vila da Sérvia localizada no município de Šabac, pertencente ao distrito de Mačva, na região de Mačva. A sua população era de 1523 habitantes segundo o censo de 2011.

## Demografia
| 1948  | 1953  | 1961  | 1971  | 1981  | 1991  | 2002  | 2011  |
| ----- | ----- | ----- | ----- | ----- | ----- | ----- | ----- |
| 1 258 | 1 343 | 1 489 | 1 486 | 1 564 | 1 600 | 1 714 | 1 523 |